# 卡塔尔首相
卡塔尔首相 (阿拉伯语：是卡塔尔的政府首脑，是卡塔尔国内仅次于埃米尔的第二位最有权力的人物。
1970年5月29日，第十任埃米尔哈利法·本·哈马德·阿勒萨尼创建了首相一职。他本人就任首相直到被他儿子哈迈德·本·哈利法·阿勒萨尼在1995年6月27日罢免为止。从2007年4月3日至2013年6月，哈马德·本·贾西姆·本·贾比尔·阿勒萨尼担任这一职务。

## 历任首相
| # | 人物 （生－卒）                                          | 图片 | 就任           | 离任                    |
| - | -------------------------------------------------------- | ---- | -------------- | ----------------------- |
| 1 | 哈利法·本·哈马德·阿勒萨尼 （1930－2016）                 |      | 1970年5月29日  | 1995年6月27日（被罢免） |
| 2 | 哈迈德·本·哈利法·阿勒萨尼 （1952－）                     |      | 1995年6月27日  | 1996年10月29日          |
| 3 | 阿卜杜拉·哈利法·阿勒萨尼 （1958－）                      |      | 1996年10月29日 | 2007年4月3日 (辞职)     |
| 4 | 哈马德·本·贾西姆·本·贾比尔·阿勒萨尼 （1958－）           |      | 2007年4月3日   | 2013年6月26日           |
| 5 | 阿卜杜拉·本·纳赛尔·本·哈利法·阿勒萨尼 （1967－）         |      | 2013年6月26日  | 2020年1月28日（辭職）   |
| 6 | 阿卜杜拉·本·哈里發·本·阿卜杜勒阿齊茲·阿勒薩尼 （1968－） |      | 2020年1月28日  | 2023年3月7日            |
| 7 | 穆罕默德·本·阿卜杜勒拉赫曼·阿勒萨尼 （1980－）           |      | 2023年3月7日   | 现任                    |